# Cryphia illosis
Cryphia illosis là một loài bướm đêm trong họ Noctuidae.